# Cratere Loretta
Loretta  è un cratere sulla superficie di Venere.